# Ponieżukaj
Ponieżukaj (ros. Понежукай, adygejski Пэнэжьыкъуай) – auł w Rosji, w Adygei, w większości zamieszkany przez Adygejczyków (93,8% w 2002), stolica rejonu tieuczeżskiego.